# Шакун Василь Іванович
Шакун Василь Іванович (нар. 1 грудня 1947, село Опришки Глобинського району Полтавської області) — український правознавець, доктор юридичних наук (1996), професор (1997), академік Академії наук вищої освіти (1997), дійсний член (академік) Національної академії правових наук України (2017). Професор кафедри кримінального права Національної академії внутрішніх справ (з 2012).
Голова Координаційного бюро з проблем кримінології Національної академії правових наук України (з 2010), віце-президент Академії наук вищої освіти (з 2000), голова Київського міського осередку ВГО «Асоціація кримінального права України» (з 2016), член науково-консультативної ради Вищого спеціалізованого суду України з розгляду цивільних і кримінальних справ, член Ради з юридичної освіти і науки Міністерства освіти і науки України, член редакційної ради «Вісника Верховного Суду України», входить до складу Ради представників юридичних вищих навчальних закладів та наукових установ.

## Освіта
Київський національний університет імені Тараса Шевченка, юридичний факультет (1972—1975). Київська вища школа МВС СРСР імені Дзержинського (м. Київ; зараз Національна академія внутрішніх справ) (1976).

## Професійна діяльність
1971—1976 — інспектор, старший інспектор Штабу Південно-Західного управління транспортної міліції (м. Київ).
З 1976 — на партійній роботі.
З 1984 — працював у Київській вищій школі МВС СРСР (м. Київ; зараз Національна академія внутрішніх справ) на посадах: помічник начальника ВШ, заступник начальника ВШ, заступник начальника Української академії внутрішніх справ, перший проректор Української академії внутрішніх справ.
З 1997—2012 — перший проректор Національної академії внутрішніх справ.
З 2012 — професор кафедри кримінального права Національної академії внутрішніх справ.

## Основні наукові праці
Головними напрямами наукових досліджень є проблеми кримінального права та кримінології.
Автор (співавтор) понад 120 наукових праць, науково-практичних та навчальних посібників, серед яких монографічні дослідження: «Урбанізація і злочинність» (1996), «Влада і злочинність» (1997), «Суспільство і злочинність» (2003).
Є одним із авторів і редактором ряду підручників, навчальних посібників та науково–практичних коментарів, серед яких: «Кримінальне право: Підручник: Частина особлива» (1998), «Уголовный кодекс Украины: Науково-практичний коментар» (відп. ред., 1998), «Виправно-трудовий кодекс України: Науково-практичний коментар» (за ред., 2000), «Гуманітарні та ресурсні проблеми національної безпеки України: монографія» (2011), «Науково-практичний коментар Кримінального кодексу України» (у співавт., 2017).
Брав участь у розробленні ряду законопроєктів та нормативних актів, насамперед: у складі робочої групи МОН України готував проєкт закону України "Про внесення змін до Закону України «Про вищу освіту»; готував пропозиції до проєкту Закону «Про антикорупційне бюро України» та ін.
Кандидатська дисертація: «Профілактика злочинності в адміністративному районі великого міста» (Московська вища школа МВС СРСР, 1990).
Докторська дисертація: «Урбанізація і злочинність в Україні» (Національна юридична академія України імені Ярослава Мудрого, 1996).

## Нагороди та відзнаки
- Заслужений діяч науки і техніки України (2008)
- Лауреат Премії імені Ярослава Мудрого (2008)
- Заслужений професор Національної академії внутрішніх справ (2017)
- Медаль «Ветеран праці» (1987)
- Медаль «За бездоганну службу» ІІІ ступеня (1987)
- Медаль «70 років Збройних Сил СРСР» (1990)
- Знак «Почесний залізничник» (1995)